# Мауэс
Мауэс (Май) — правитель саков I века до н. э., завоевавший город Таксила и основавший индо-скифское царство.
Среднеазиатские скифы (саки) пришли в движение в результате миграции юэчжи из Китая. Преодолев Гиндукуш, они оказались на территории региона Гандхара, где правили индо-греческие цари. В 80 году до н. э. саки под предводительством Мауэса разгромили войско Аполодота II и захватили Таксила (ныне Пакистан). В 60 году до н. э. саки взяли Матхуру. Преемниками Мауэса были Вонон и Спалагадам.